# Rhene danieli
Rhene danieli là một loài nhện trong họ Salticidae.
Loài này thuộc chi Rhene. Rhene danieli được Benoy Krishna Tikader miêu tả năm 1973.